# Gomjenica
 Ovo je glavno značenje pojma Gomjenica. Za druga značenja pogledajte Gomjenica (razdvojba).
Gomjenica (Gomionica) je rijeka u sjeverozapadnom dijelu Bosne i Hercegovine, desna pritoka Sane. 
Njena izvorišta se nalaze na sjeveru Zmijanja, u blizini naselja Raca, na nadmorskoj visini od 570 m, a ušće uzvodno od Prijedora, na nadmorskoj visini od 135 m. Duga je 56,7 km, a površina slijeva iznosi 752 km², s prosječnim padom od 8‰. Protiče kroz Gomjeničko polje i daje vodu ribnjaku "Saničani" u kojem se uzgaja šaran.

## Vanjske poveznice
|  | Zajednički poslužitelj ima još gradiva o temi Gomjenica |